# Emory (Texas)
Emory ist die Bezirkshauptstadt und Sitz der Countyverwaltung (County Seat) und die größte Stadt des Rains County im US-Bundesstaat Texas in den Vereinigten Staaten. Das U.S. Census Bureau hat bei der Volkszählung 2020 eine Einwohnerzahl von 1.251 ermittelt.

## Geographie
Die Stadt liegt an der Kreuzung des U.S. Highway 69 mit dem Highway 19 im Zentrum des Countys im Nordosten von Texas, ist im Norden etwa 90 Kilometer von Oklahoma entfernt und hat eine Gesamtfläche von 4,0 km².

## Geschichte
Benannt wurde der Ort nach Emory Rains, einem frühen Siedler in dieser Gegend.

## Demografische Daten
Nach der Volkszählung im Jahr 2000 lebten hier 1.021 Menschen in 410 Haushalten und 261 Familien. Die Bevölkerungsdichte betrug 254,3 Einwohner pro km2. Ethnisch betrachtet setzte sich die Bevölkerung zusammen aus 90,50 % weißer Bevölkerung, 5,48 % Afroamerikanern, 0,39 % amerikanischen Ureinwohnern, 0,29 % Asiaten, 0,39 % Bewohnern aus dem pazifischen Inselraum und 1,86 % aus anderen ethnischen Gruppen. Etwa 1,08 % waren gemischter Abstammung und 2,94 % der Bevölkerung waren spanischer oder lateinamerikanischer Abstammung.
Von den 410 Haushalten hatten 32,4 % Kinder unter 18 Jahre, die im Haushalt lebten. 43,9 % davon waren verheiratete, zusammenlebende Paare. 17,1 % waren allein erziehende Mütter und 36,3 % waren keine Familien. 33,4 % aller Haushalte waren Singlehaushalte und in 21,2 % lebten Menschen, die 65 Jahre oder älter waren. Die Durchschnittshaushaltsgröße betrug 2,32 und die durchschnittliche Größe einer Familie belief sich auf 2,93 Personen.
25,5 % der Bevölkerung waren unter 18 Jahre alt, 8,2 % von 18 bis 24, 26,2 % von 25 bis 44, 18,5 % von 45 bis 64, und 21,6 % die 65 Jahre oder älter waren. Das Durchschnittsalter war 38 Jahre. Auf 100 weibliche Personen aller Altersgruppen kamen 82,6 männliche Personen. Auf 100 Frauen im Alter von 18 Jahren und darüber kamen 76,2 Männer.

Das jährliche Durchschnittseinkommen eines Haushalts betrug 30.119 USD, das Durchschnittseinkommen einer Familie 34.375 USD. Männer hatten ein Durchschnittseinkommen von 31.685 USD gegenüber den Frauen mit 18.393 USD. Das Prokopfeinkommen betrug 15.107 USD. 13,7 % der Bevölkerung und 10,5 % der Familien lebten unterhalb der Armutsgrenze. Davon waren 10,2 % Kinder und Jugendliche unter 18 Jahren und 21,7 % waren 65 oder älter.